# 東京都道317号環状六号線

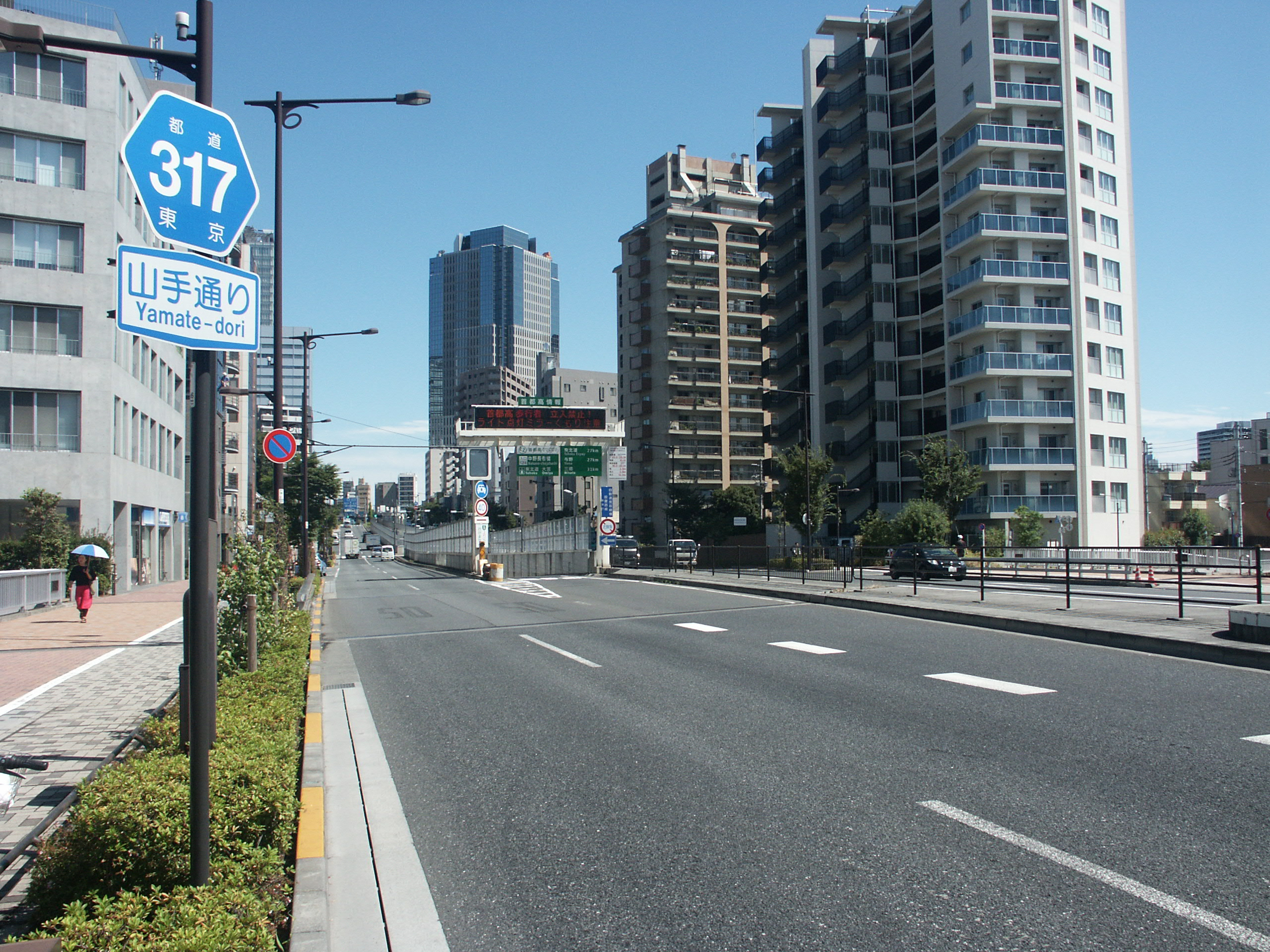
中野区弥生町の長者橋付近

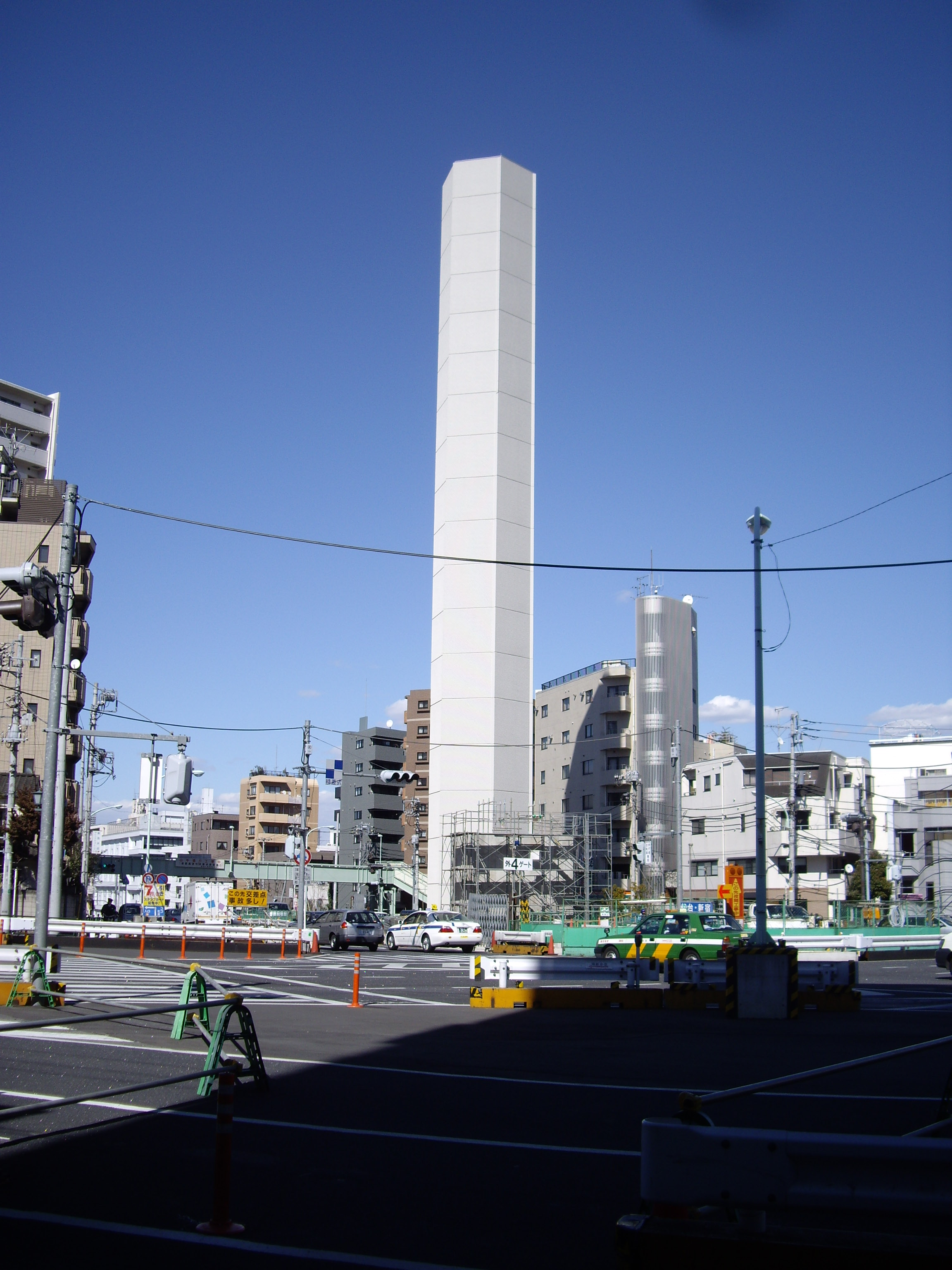
渋谷区富ケ谷付近の換気塔

東京都道317号環状六号線（とうきょうとどう317ごう かんじょうろくごうせん）は、東京都品川区から板橋区に至る主要地方道（都道）である。この道路は、通称山手通り（一部区間は「旧山手通り」および「海岸通り」）と呼ばれる。品川区東品川から板橋区仲宿までの全区間（支線を除く）が都市計画道路として東京都市計画道路幹線街路環状6号線に指定されている。

## 路線データ
実延長：23,034m
起点： 品川区東品川二丁目
終点：板橋区氷川町

### 支線
- 大崎広小路交差点（本線交点） - 新八ツ山橋交差点（国道15号交点）
- 大崎広小路交差点（本線交点） - 中原口交差点（国道1号交点）  ※この区間は東京都道2号東京丸子横浜線ではなく317号線の支線である。3.3キロポストも設置されている。また、中原口交差点は国道1号で、中原口歩道橋から南が東京都道2号東京丸子横浜線である。ここに0キロポストも設置されている。
- 渋目陸橋（本線交点） - 神泉 - 鎗ヶ崎交差点（東京都道416号古川橋二子玉川線と合流） - 中目黒立体交差交差点（本線・東京都道416号古川橋二子玉川線交点）

### 通称
本線（Google マップ）
- 山手通り：仲宿交差点 - 新東海橋交差点
- 海岸通り：新東海橋交差点 - 天王洲アイル交差点

支線（Google マップ1 2）
- ソニー通り：大崎広小路交差点 - 新八ツ山橋交差点
- 旧山手通り：渋目陸橋 - 神泉 - 鎗ヶ崎交差点
- 駒沢通り：鎗ヶ崎交差点 - 中目黒立体交差交差点（東京都道416号古川橋二子玉川線との重複区間）

## 歴史
旧東京市では1923年（大正12年）の関東大震災後の復興のため、1927年（昭和2年）に東京駅を中心として半径約10マイル（16キロメートル）の範囲に、一号から八号までの環状道路と放射状の道路を配置する道路整備計画が立てられた。このうち環状一号線から環状六号線までの6本の道路は、既存の道路を利用しつつ、環状につなげるために必要な部分のみ道路を新設する内容とされた。そのうちの「幹線環状道路第六号其の一」が山手通りの原型である。
当初の計画では、豊多摩郡渋谷町大字下渋谷（現・鎗ヶ崎交差点付近）から北豊島郡板橋町大字下板橋（現・仲宿付近）に至るものとされたが、戦後の復興計画の中で「環状6号線」として現在の山手通りのルートが確定した。鎗ヶ崎から松濤2丁目間は支線（東京都市計画道路補助25号線）に格下げされ、旧山手通りと呼ばれるようになった。
なお、環状5号線（明治通り）や環状7号線（環七通り）が都内をほぼ1周するのに対し、環状6号線は都心の西側にしか存在しないが、戦前の計画では「幹線環状道路第六号其の二」として足立区千住宮元町交差点から城東区南砂町（現・江東区南砂）までが指定されていた（一部は放射14号線〈蔵前橋通り〉と重複）。現在は東京都市計画道路補助119号線（墨堤通り）、補助120号線、放射14号線（蔵前橋通り）、環状第4号線（丸八通り）として指定されている。

## 路線状況
ほぼ全線で、首都高速中央環状線が並行する。
中央環状線開通以前は初台交差点などで渋滞が慢性化していたが、2010年の中央環状新宿線開通、2015年の中央環状品川線開通によって緩和された。
国道254号（川越街道）と交差する板橋区の熊野町交差点は2022年の交通事故件数が全国ワースト1であった。

### 道路施設
- 渋目陸橋は、渋谷区と目黒区を跨いだ陸橋であることから、両区の頭文字を取って渋目陸橋と名づけられた。
- 菅刈陸橋の菅刈は「すげかり」と読む。この地域の歴史的な地名に由来する。菅刈陸橋は原付通行禁止である。外回りでしばしば、原付を対象とした取り締まりが行われている。

### 山手通りの整備と高速道路工事の影響

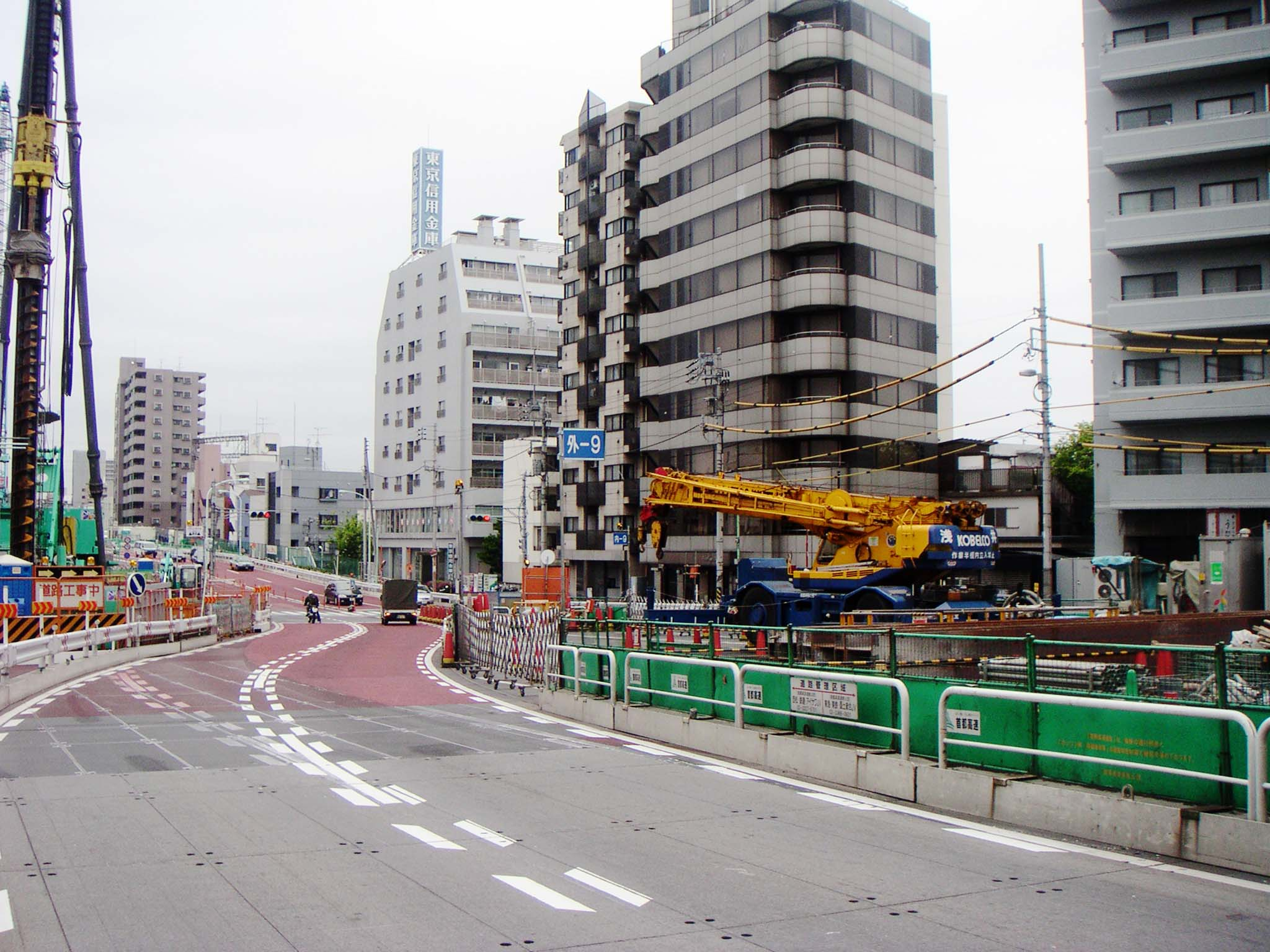
首都高速中央環状線建設工事
都営地下鉄大江戸線中井駅付近

- 渋谷区松濤二丁目 - 豊島区要町一丁目（約8.8km）：渋目陸橋から北側の区間で首都高速中央環状線新宿線と併せて道路幅を現道幅員22mから40mへ拡幅・停車帯・歩道・自転車レーン・広めの植樹帯・電線地中化などの整備を実施し2015年3月に完成した[2][3]。
- 品川区八潮三丁目 - 目黒区青葉台四丁目（約9.4km）：大橋交差点から西五反田一丁目交差点付近までの区間で首都高速中央環状線品川線の整備が行われた[4]。

## 地理

### 通過する自治体
- 東京都
  - 品川区 - 目黒区 - 渋谷区 - 中野区 - 新宿区 - 豊島区 - 板橋区

### 交差する道路
北から順に記す。
| 交差する道路                                                                  | 交差する道路                                           | 交差点名       | 所在地 |
| ----------------------------------------------------------------------------- | ------------------------------------------------------ | -------------- | ------ |
| 国道17号(中山道)                                                              | 国道17号(中山道)                                       | 仲宿           | 板橋区 |
| 東京都道420号鮫洲大山線                                                       |                                                        | 仲宿           | 板橋区 |
| 国道254号(川越街道)                                                           | 国道254号(川越街道)                                    | 熊野町         | 板橋区 |
| 東京都道441号池袋谷原線(要町通り)                                             | 東京都道441号池袋谷原線(要町通り)                      | 要町一丁目     | 豊島区 |
| 東京都道441号池袋谷原線支線(西池袋通り)                                       | 東京都道441号池袋谷原線支線(西池袋通り)                | 長崎一丁目     | 豊島区 |
| 東京都道8号千代田練馬田無線(目白通り)                                         | 東京都道8号千代田練馬田無線(目白通り)                  | 南長崎一丁目   | 新宿区 |
| 東京都道8号千代田練馬田無線支線(新目白通り)                                   | 東京都道8号千代田練馬田無線支線(新目白通り)            | 中落合二丁目   | 新宿区 |
| 東京都道25号飯田橋石神井新座線(早稲田通り)                                    | 東京都道25号飯田橋石神井新座線(早稲田通り)             | 上落合二丁目   | 新宿区 |
| 東京都道433号神楽坂高円寺線(大久保通り)                                       | 東京都道433号神楽坂高円寺線(大久保通り)                | 宮下           | 中野区 |
| 東京都道4号東京所沢線・東京都道5号新宿青梅線(青梅街道)                        | 東京都道4号東京所沢線・東京都道5号新宿青梅線(青梅街道) | 中野坂上       | 中野区 |
| 東京都道14号新宿国立線(方南通り)                                              | 東京都道432号淀橋渋谷本町線(方南通り)                  | 清水橋         | 渋谷区 |
| 東京都道431号角筈和泉町線(水道道路)                                           | 東京都道431号角筈和泉町線(水道道路)                    | 西新宿四丁目   | 新宿区 |
| 国道20号(甲州街道)                                                            | 国道20号(甲州街道)                                     | 初台           | 新宿区 |
| 東京都道413号赤坂杉並線(井ノ頭通り)                                           | 東京都道413号赤坂杉並線(井ノ頭通り)                    | 富ヶ谷         | 渋谷区 |
| (航研通り)                                                                    | -                                                      | 神山町西       | 渋谷区 |
| -                                                                             | 支線(旧山手通り)                                       | 渋目陸橋       | 渋谷区 |
| 東京都道423号渋谷経堂線(淡島通り)                                             | 東京都道423号渋谷経堂線(淡島通り)                      | 松見坂         | 目黒区 |
| 国道246号(玉川通り)                                                           | 国道246号(玉川通り)                                    | 大坂橋         | 目黒区 |
| 東京都道416号古川橋二子玉川線(駒沢通り)                                       | 支線・東京都道416号古川橋二子玉川線(駒沢通り)          | 中目黒立体交差 | 目黒区 |
| 東京都道312号白金台町等々力線(目黒通り)                                       | 東京都道312号白金台町等々力線(目黒通り)                | 大鳥神社       | 目黒区 |
| 東京都道418号北品川四谷線                                                     |                                                        | 大崎郵便局前   | 品川区 |
| 国道1号(桜田通り・第二京浜)                                                   | 国道1号(桜田通り・第二京浜)                            | 西五反田一丁目 | 品川区 |
| 東京都道2号東京丸子横浜線                                                     | 支線(ソニー通り)                                       | 大崎広小路     | 品川区 |
| 国道15号(第一京浜)                                                            | 国道15号(第一京浜)                                     | 北品川二丁目   | 品川区 |
| 東京都道316号日本橋芝浦大森線(旧海岸通り)                                     | 国道357号(海岸通り)                                    | 新東海橋       | 品川区 |
| 東京都道316号日本橋芝浦大森線支線(海岸通り)                                   |                                                        | 天王洲アイル   | 品川区 |
| 東京都道316号日本橋芝浦大森線支線・東京都道480号品川埠頭線 八潮・品川埠頭方面 |                                                        |                |        |

### 重複区間
本線
- 東京都道418号北品川四谷線：北品川二丁目交差点 - 大崎郵便局前交差点
- 国道357号八潮バイパス：北品川2丁目交差点 - 新東海橋交差点

支線
- 東京都道416号古川橋二子玉川線：鎗ヶ崎交差点 - 中目黒立体交差交差点

### 周辺の主な施設
北から順に記す。
| 施設                        | 所在地 | 所在地   |
| --------------------------- | ------ | -------- |
| 板橋区役所前駅              | 板橋区 | 板橋     |
| 板橋区役所                  | 板橋区 | 板橋     |
| 板橋税務署                  | 板橋区 | 大山東町 |
| 板橋都税事務所              | 板橋区 | 大山東町 |
| 高松入口                    | 板橋区 | 南町     |
| マルエツ 板橋南町店         | 板橋区 | 南町     |
| 豊島区立千川中学校          | 豊島区 | 高松     |
| 要町病院                    | 豊島区 | 要町     |
| 要町駅                      | 豊島区 | 要町     |
| 国際興業バス池袋営業所      | 豊島区 | 千早     |
| 西池袋出入口                | 豊島区 | 長崎     |
| 椎名町駅                    | 豊島区 | 南長崎   |
| オリンピック 中落合店       | 新宿区 | 中落合   |
| 新宿区立落合第一小学校      | 新宿区 | 中落合   |
| 中井駅                      | 新宿区 | 中井     |
| 新宿区立落合第五小学校      | 新宿区 | 上落合   |
| 落合駅                      | 新宿区 | 上落合   |
| ライフ 東中野店             | 中野区 | 東中野   |
| サミット 東中野店           | 中野区 | 東中野   |
| 東中野駅                    | 中野区 | 東中野   |
| 中野区立塔山小学校          | 中野区 | 中央     |
| 中野区立中野東中学校        | 中野区 | 中央     |
| 中野坂上駅                  | 中野区 | 中央     |
| 中野長者橋出入口            | 中野区 | 本町     |
| 関東国際高等学校            | 渋谷区 | 本町     |
| 初台リハビリテーション病院  | 渋谷区 | 本町     |
| 東京オペラシティ            | 新宿区 | 西新宿   |
| 初台駅                      | 渋谷区 | 初台     |
| 初台南出入口                | 渋谷区 | 代々木   |
| 代々木八幡駅                | 渋谷区 | 代々木   |
| 渋谷区立富谷小学校          | 渋谷区 | 上原     |
| 東海大学付属望星高等学校    | 渋谷区 | 富ヶ谷   |
| 富ヶ谷出入口                | 渋谷区 | 富ヶ谷   |
| 東京大学駒場地区キャンパス  | 目黒区 | 駒場     |
| ヤマザキ学園大学            | 渋谷区 | 松濤     |
| セントラル病院              | 渋谷区 | 松濤     |
| ドン・キホーテ 中目黒本店   | 目黒区 | 青葉台   |
| 東急ストア プレッセ中目黒店 | 目黒区 | 上目黒   |
| 中目黒駅                    | 目黒区 | 上目黒   |
| 東京共済病院                | 目黒区 | 中目黒   |
| 中目黒公園                  | 目黒区 | 中目黒   |
| めぐろ歴史資料館            | 目黒区 | 中目黒   |
| 目黒警察署                  | 目黒区 | 中目黒   |
| 目黒区立下目黒小学校        | 目黒区 | 目黒     |
| マルエツ 目黒店             | 目黒区 | 目黒     |
| 大鳥神社                    | 目黒区 | 下目黒   |
| 五反田出入口                | 品川区 | 西五反田 |
| 不動前駅                    | 品川区 | 西五反田 |
| 大崎郵便局                  | 品川区 | 西五反田 |
| 大崎広小路駅                | 品川区 | 大崎     |
| 立正大学 品川キャンパス     | 品川区 | 大崎     |
| 大崎警察署                  | 品川区 | 大崎     |
| 大崎駅                      | 品川区 | 大崎     |
| 大崎ニューシティ            | 品川区 | 大崎     |
| ゲートシティ大崎            | 品川区 | 大崎     |
| 品川区立品川学園            | 品川区 | 北品川   |
| 品川消防署                  | 品川区 | 北品川   |
| 新馬場駅                    | 品川区 | 北品川   |
| 天王洲公園                  | 品川区 | 北品川   |
| 天王洲アイル駅              | 品川区 | 北品川   |

支線（旧山手通り）
| 施設                     | 所在地 | 所在地   |
| ------------------------ | ------ | -------- |
| マレーシア大使館         | 渋谷区 | 南平台町 |
| 西郷山公園               | 目黒区 | 青葉台   |
| 産業能率大学大学院       | 目黒区 | 青葉台   |
| 東京都立第一商業高等学校 | 渋谷区 | 鉢山町   |
| デンマーク大使館         | 渋谷区 | 猿楽町   |
| 代官山駅                 | 渋谷区 | 代官山町 |

支線（大崎広小路交差点 - 新八ツ山橋交差点）
| 施設                     | 所在地 | 所在地   |
| ------------------------ | ------ | -------- |
| 五反田駅                 | 品川区 | 東五反田 |
| 日野学園                 | 品川区 | 東五反田 |
| 清泉女子大学             | 品川区 | 東五反田 |
| 品川区立御殿山小学校     | 品川区 | 北品川   |
| ガーデンシティ品川御殿山 | 品川区 | 北品川   |
| 開東閣                   | 港区   | 高輪     |

## 山手通りを舞台とする歌曲
- 中原理恵「東京ららばい」の歌詞に『午前6時の山手通り』が登場する。
- 椎名林檎「罪と罰」の歌詞に登場する山手通りはここを示している。
- 乃木坂46の2ndアルバム「それぞれの椅子 (Type-D)」に収録されている「環状六号線」の曲名と歌詞に登場する『環状六号線』はここを示している[注釈 1]。
- フレンズ（バンド）のオリジナルアルバムベビー誕生！に収録されている「夜明けのメモリー」の歌詞に『山手通り下り曲がった所のカフェで携帯に夢中』と言うフレーズがある。
- GLAYの「Winter Moon Winter Stars」に「山手通り」というフレーズが登場する。2021年に発表されたメジャー16枚目のアルバム『FREEDOM ONLY』収録。
- B'z「山手通りに風」 2022年に発表された22ndアルバム『Highway X』収録曲。

## ギャラリー

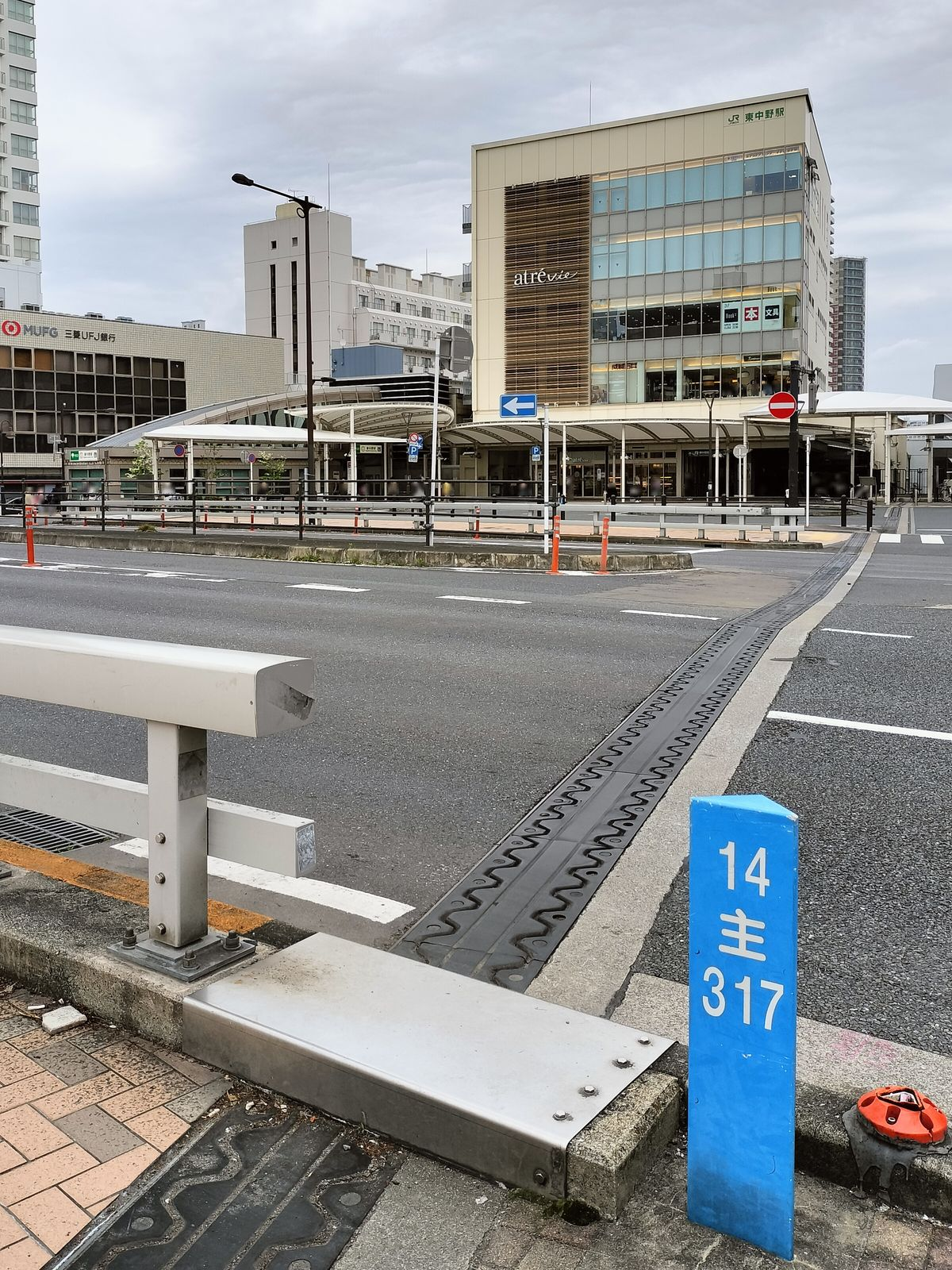
東中野駅前（14kmの距離標あり）
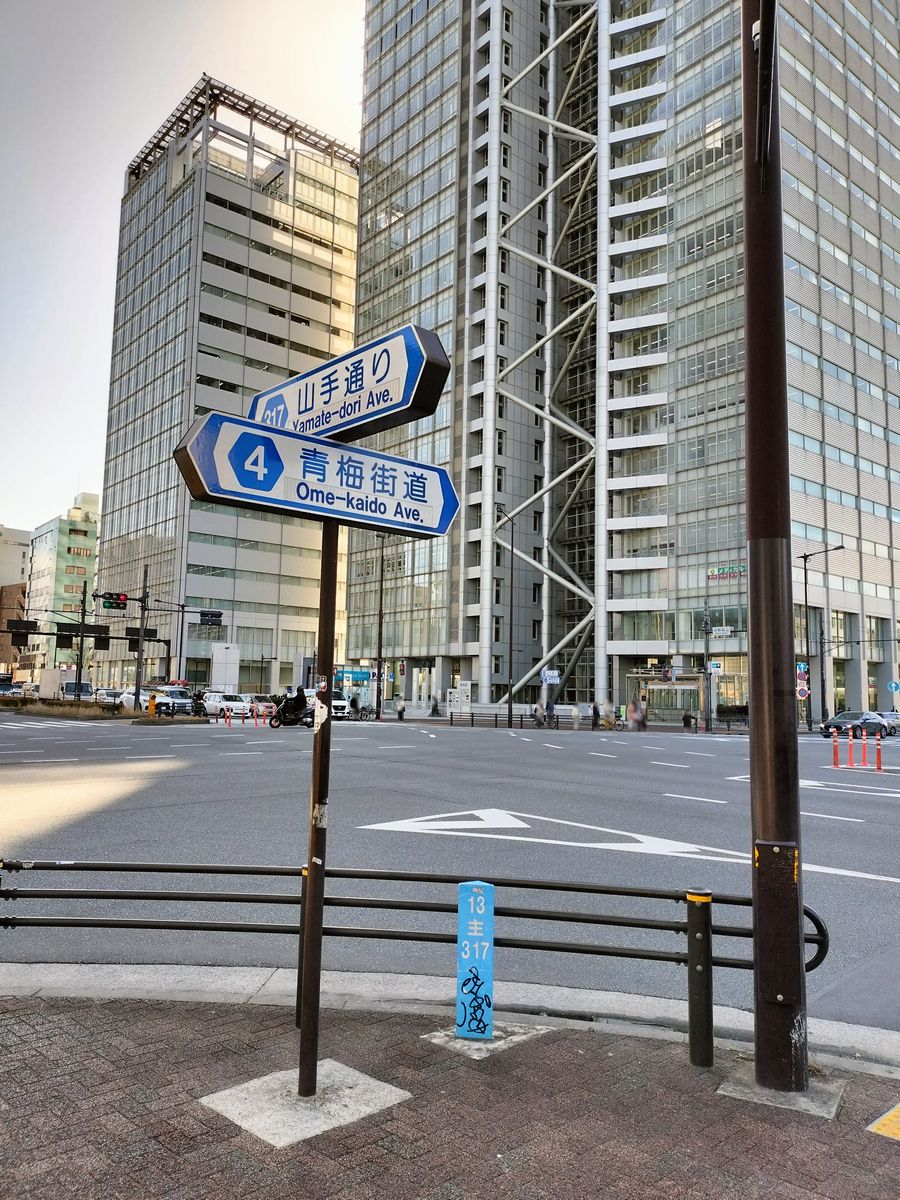
中野坂上交差点（13km）
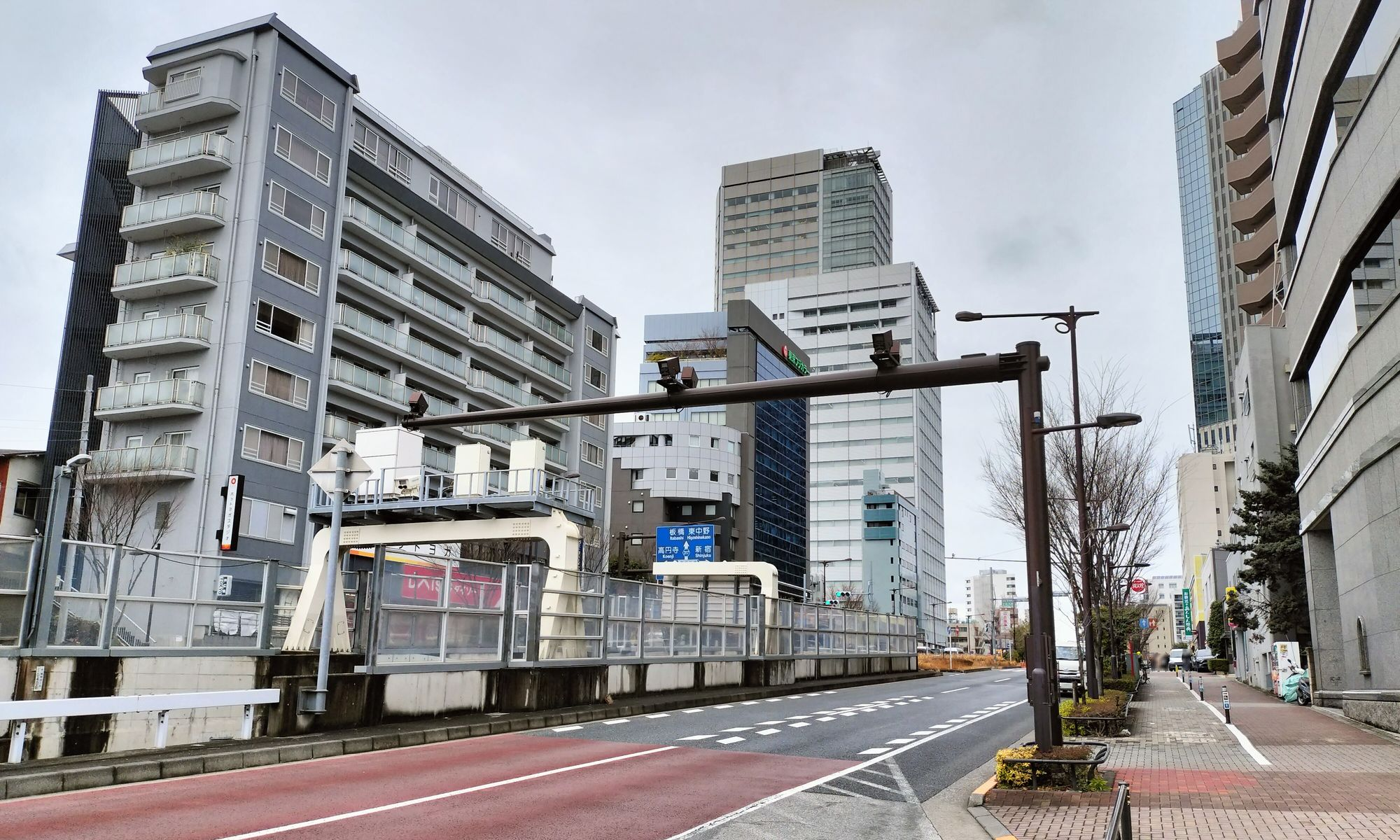
中野坂上と長者橋の間
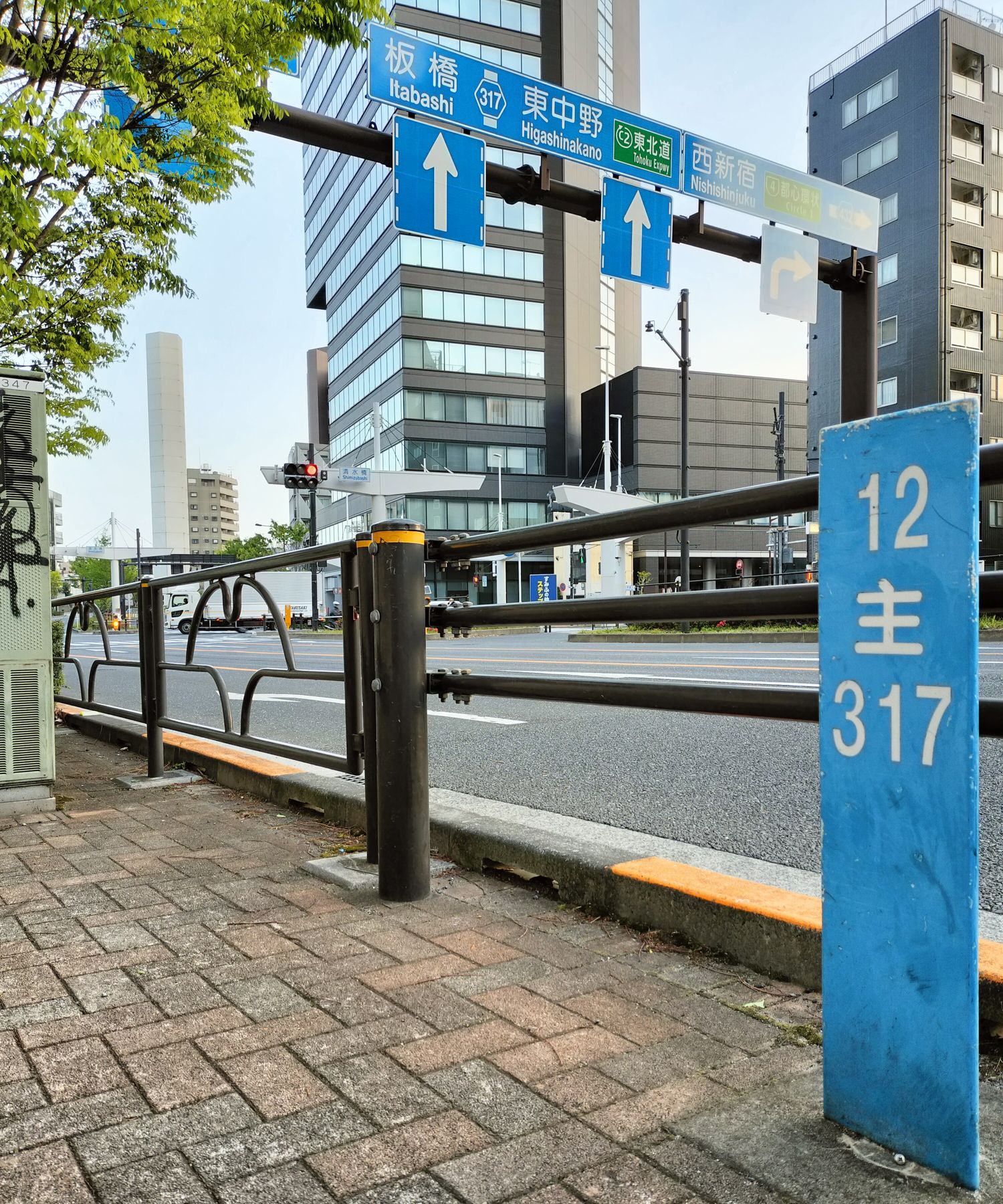
渋谷区本町の清水橋交差点付近（12km）
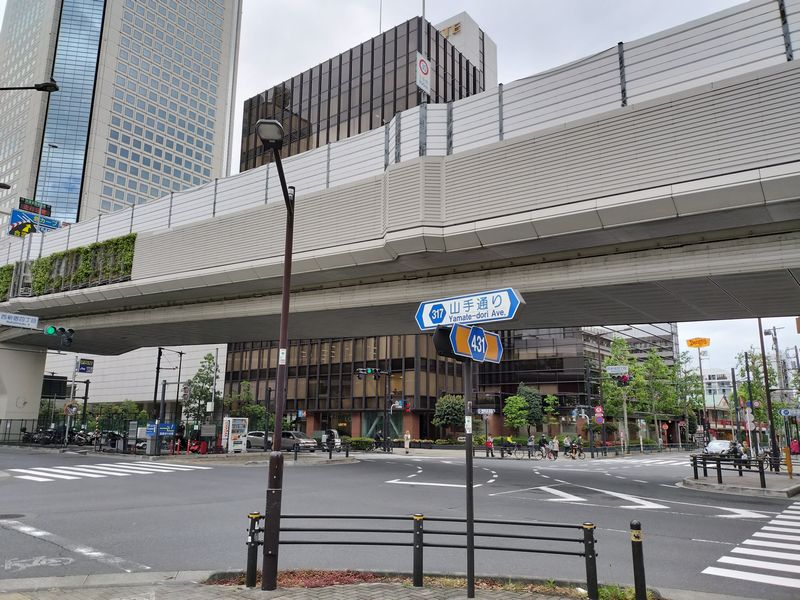
西新宿四丁目交差点
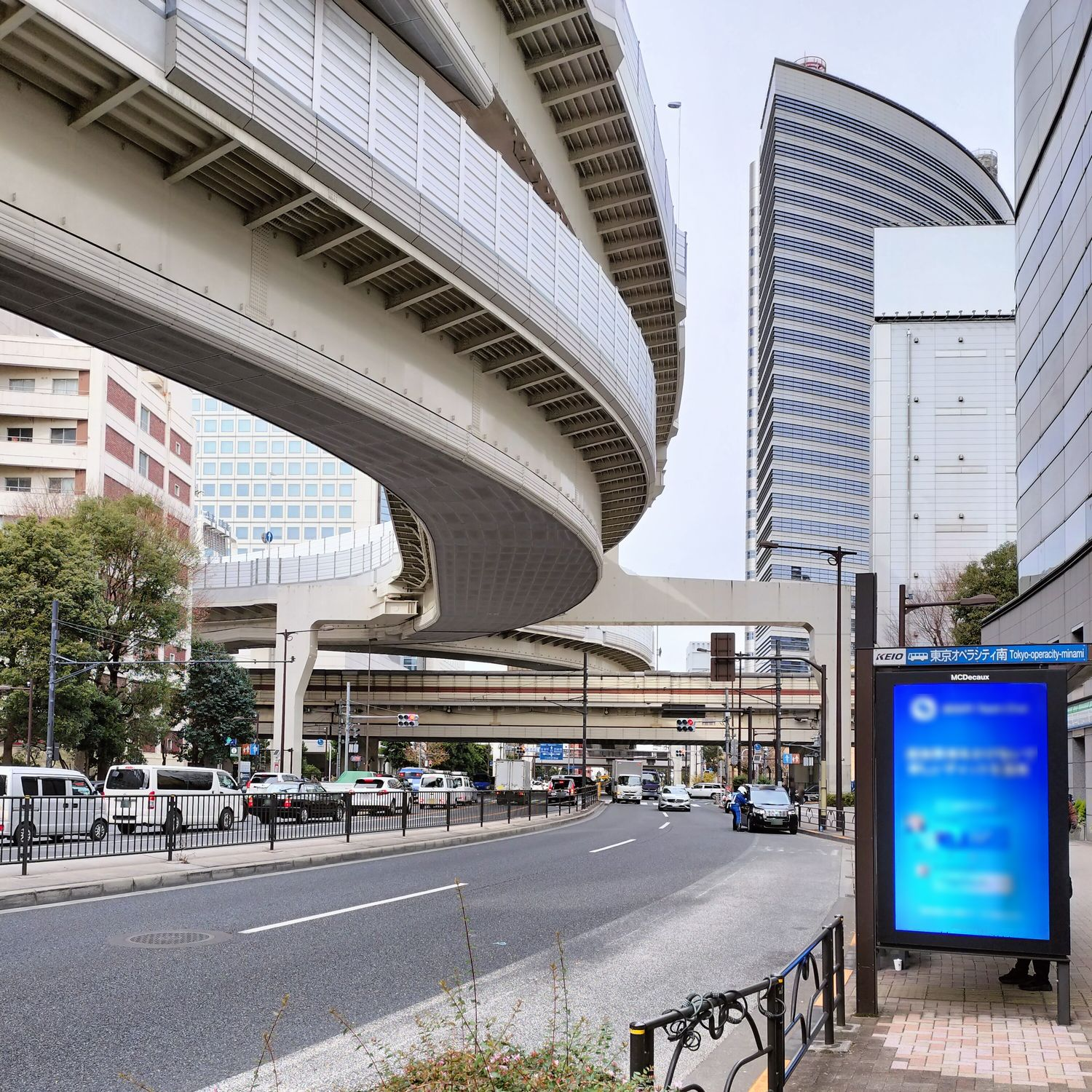
初台交差点
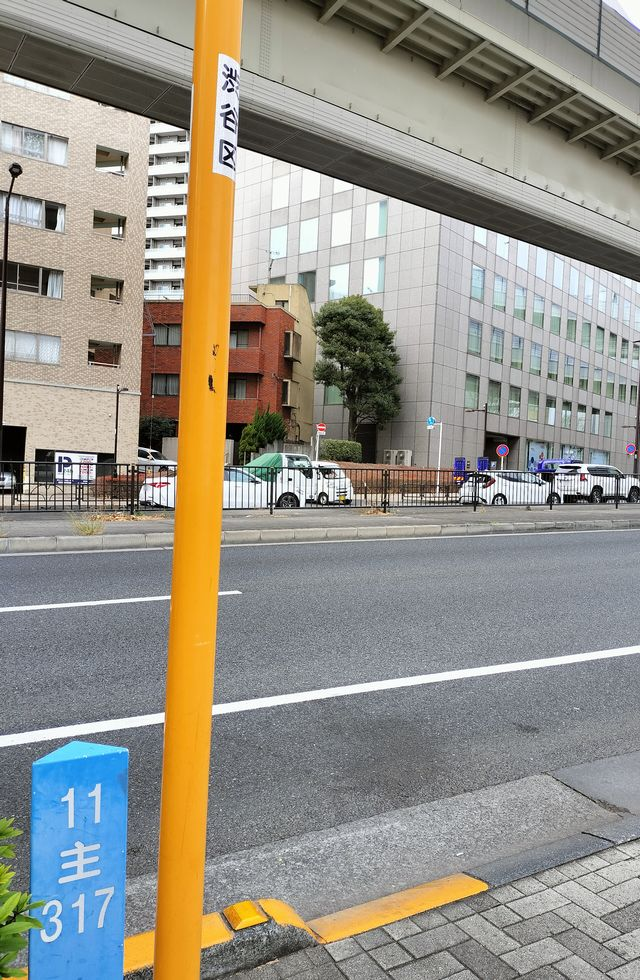
初台交差点の南（11km）
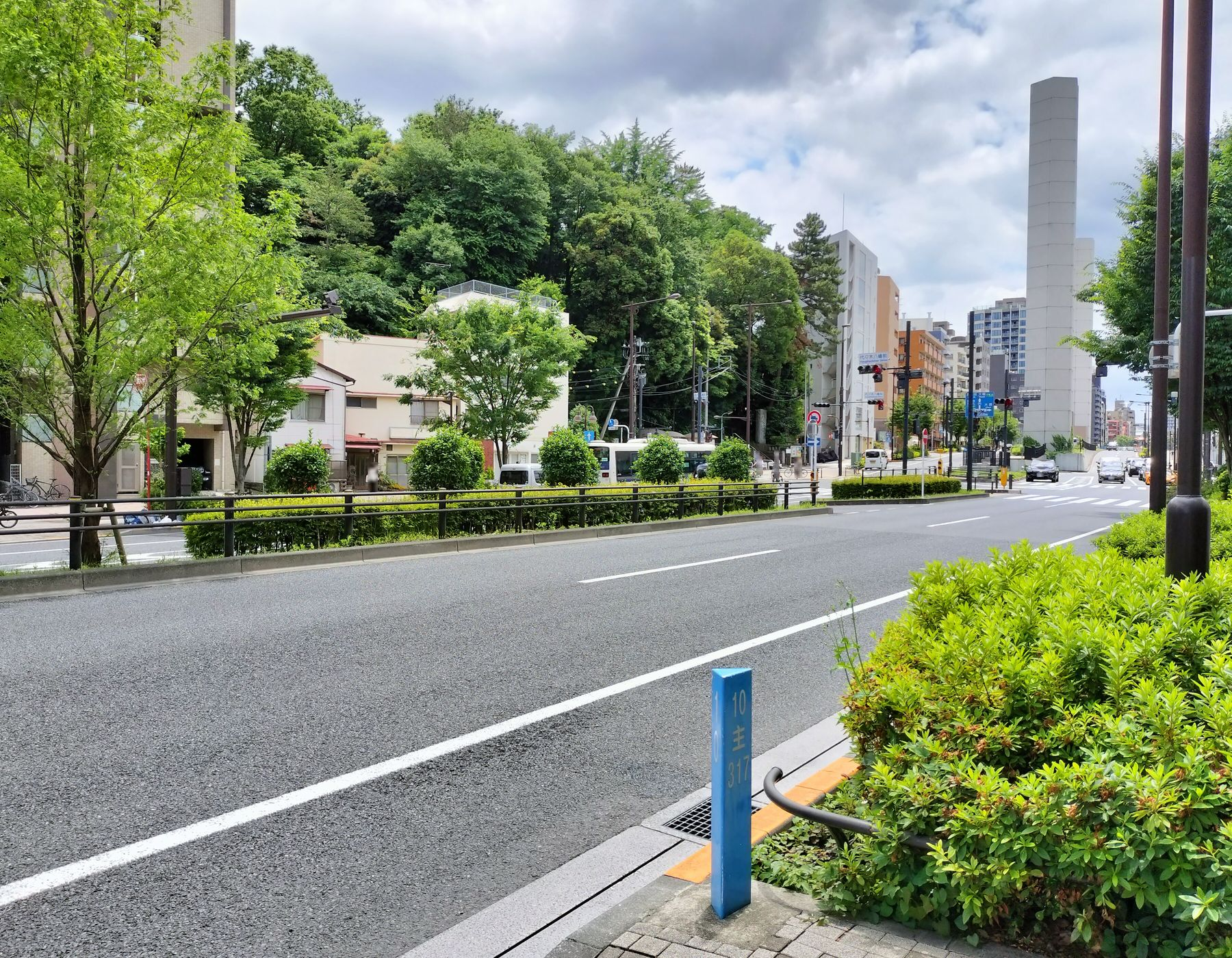
代々木八幡付近（10km）
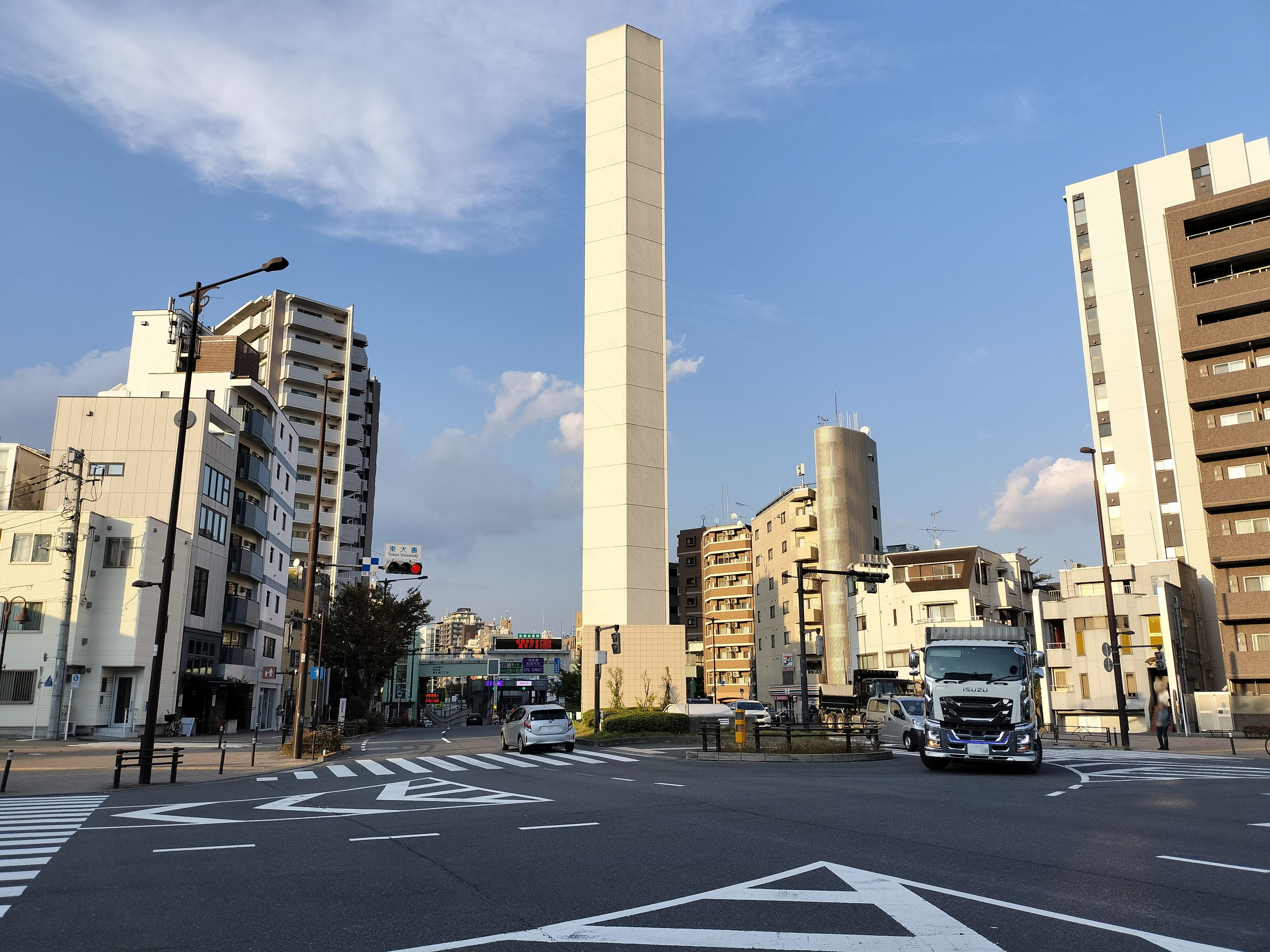
東大裏交差点（北）
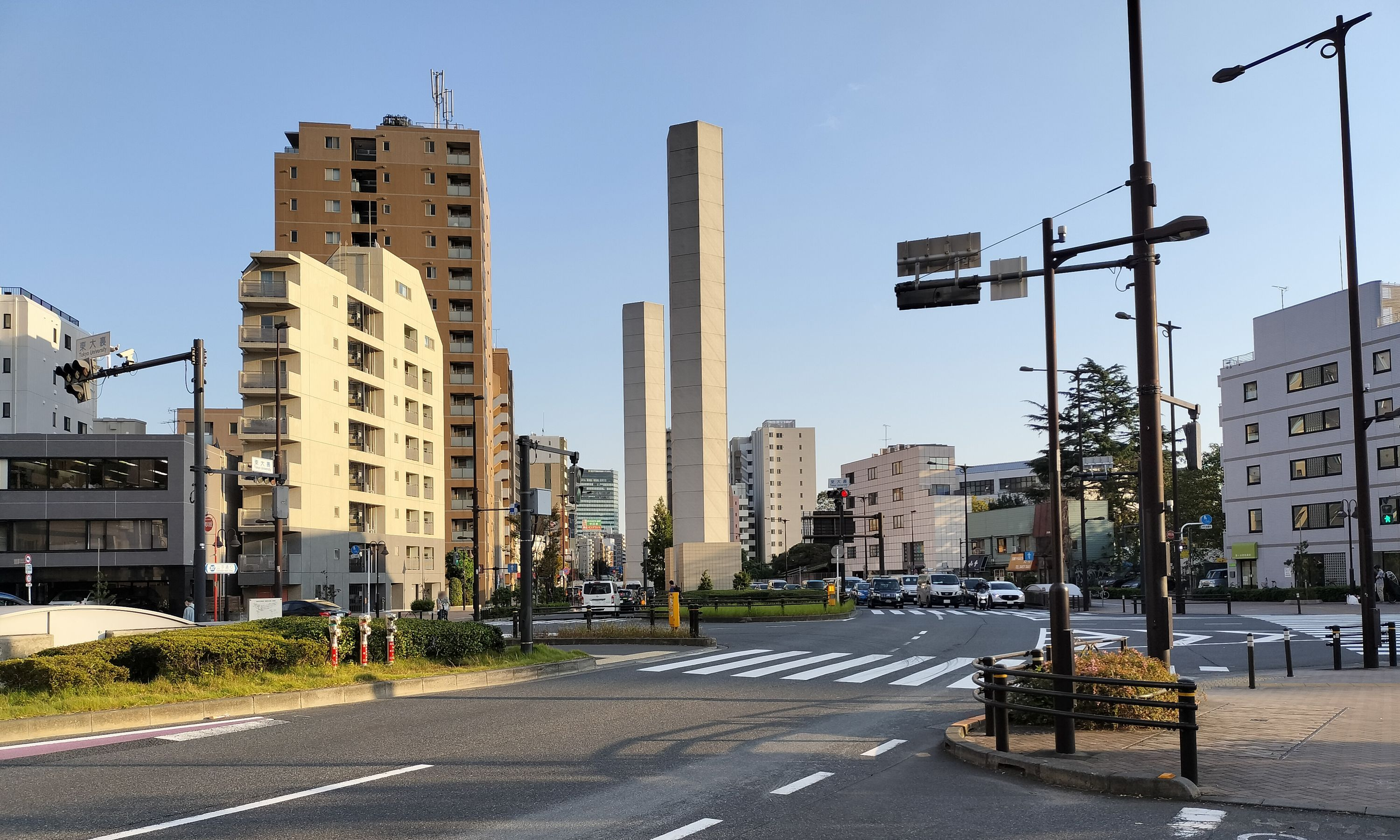
東大裏交差点（南）
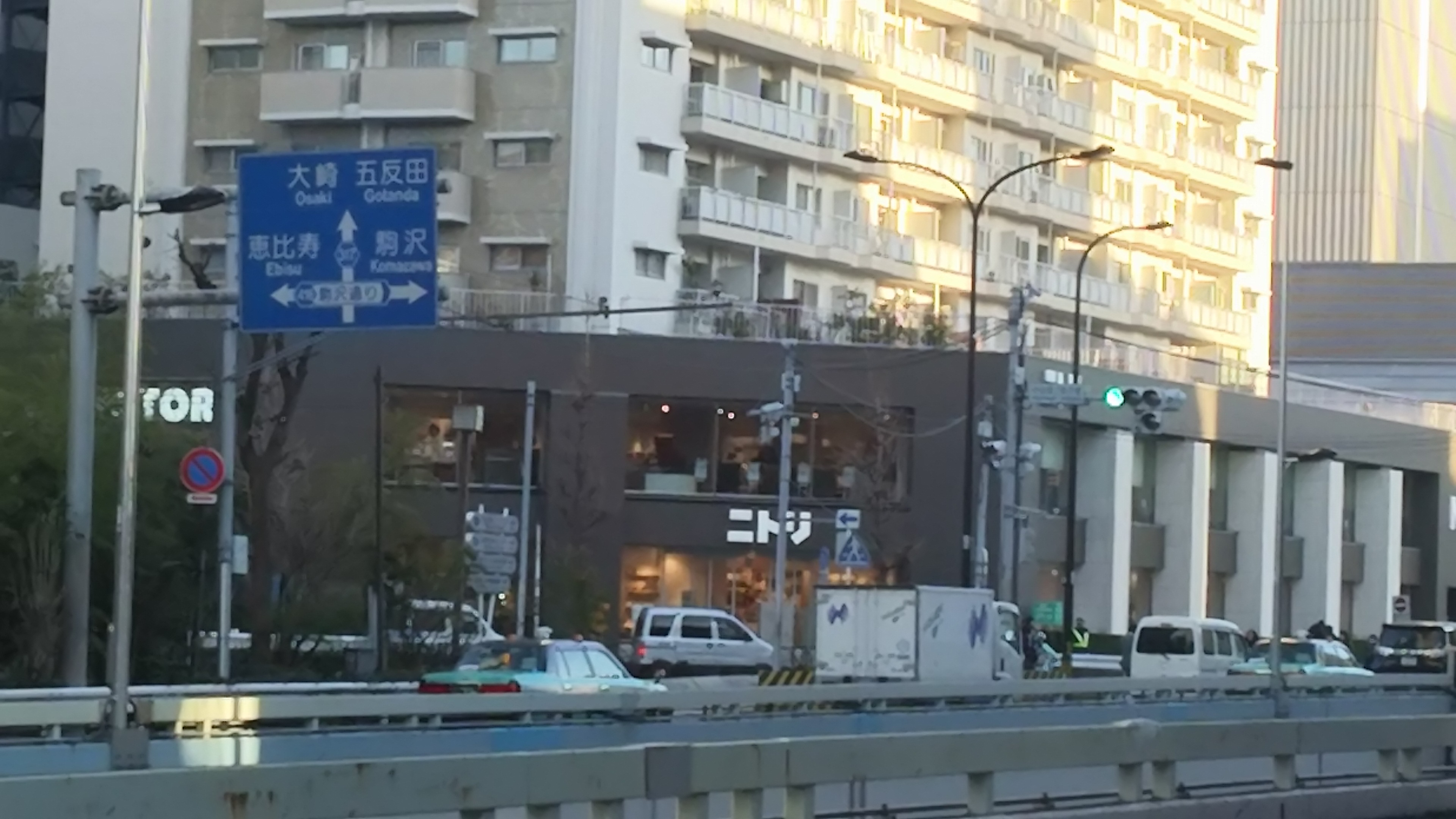
目黒区、中目黒駅付近
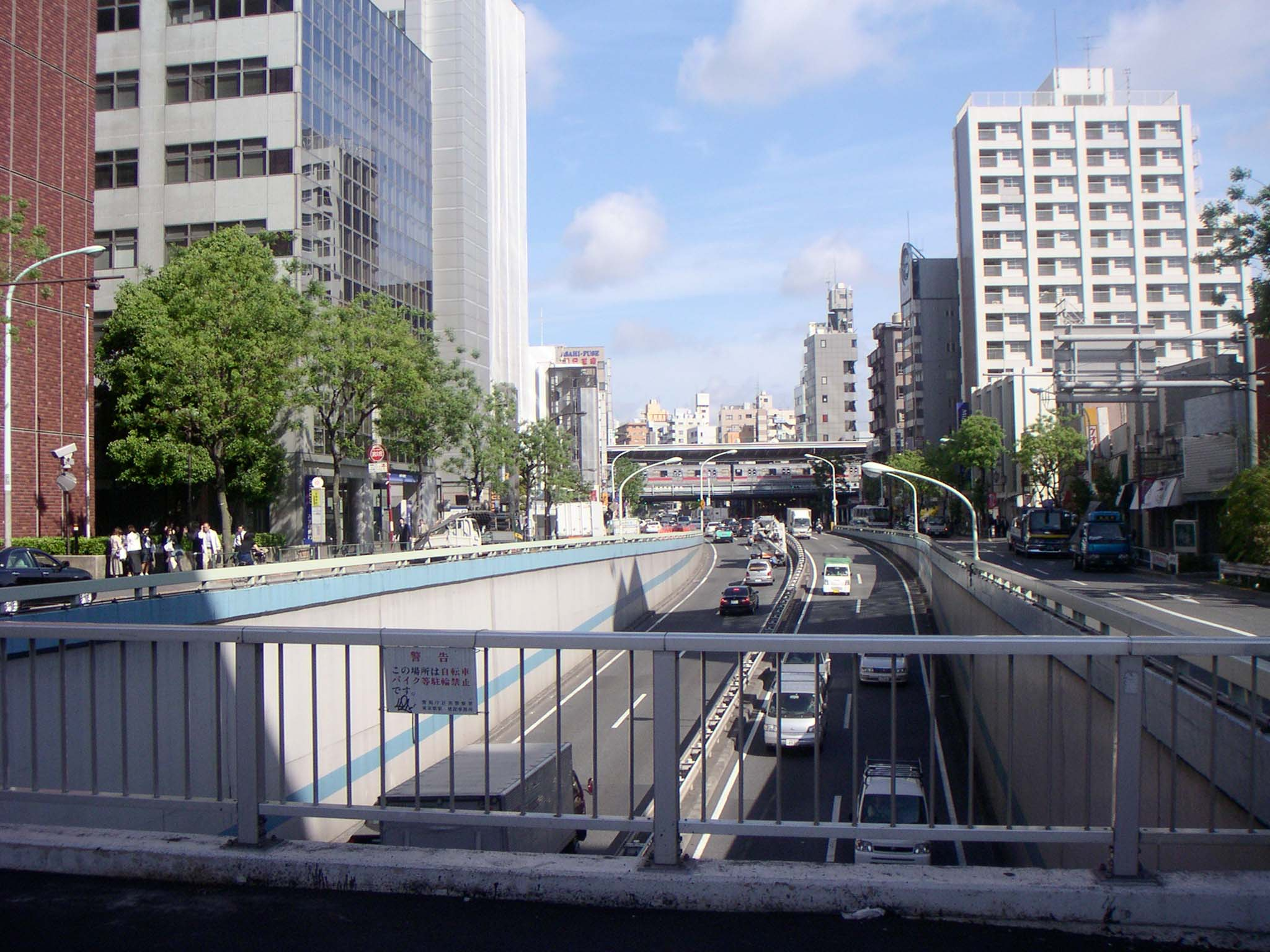
中目黒陸橋から中目黒駅を見る。手前は駒沢通り